# Brachiochondria pinguis
Brachiochondria pinguis – gatunek widłonoga z rodziny Chondracanthidae. Nazwa naukowa tego gatunku skorupiaków została opublikowana w 1957 roku przez japońskiego zoologa Sueo M. Shiino (1908–1978).